# Francesco V d'Austria-Este
Francesco V d'Austria-Este (Francesco Geminiano) (Modena, 1º giugno 1819 - Vienna, 20 novembre 1875) fu l'ultimo Duca di Modena e Reggio, titolo che detenne dal 1846 al 1859, quando con la Seconda Guerra d'Indipendenza, Modena e Reggio vennero annesse alle Province Unite del Centro Italia.

## Biografia

### Giovinezza

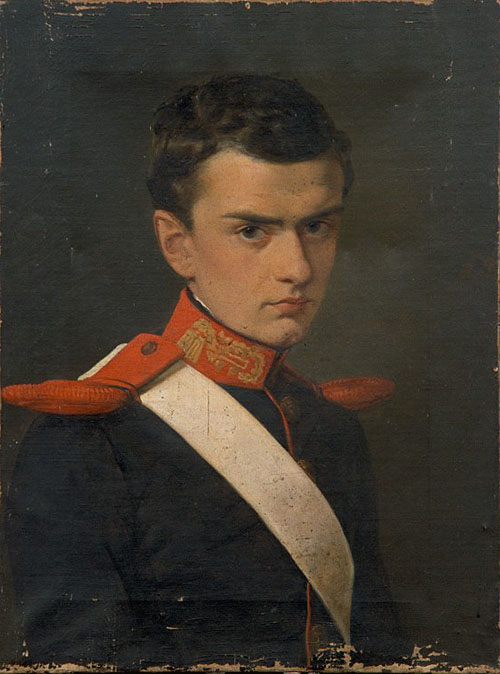
Francesco di Modena e Reggio.

Francesco nacque a Modena il 1° giugno 1819, secondogenito e primo figlio maschio di Francesco IV, duca di Modena e Reggio e della moglie, Maria Beatrice di Savoia. Il padre voleva che suo figlio fosse educato nella fede religiosa e preparò per lui un piano educativo per il quale tuttavia Francesco non possedeva né l'intelligenza, né l'attiva ambizione. Inoltre non ricevette alcun particolare addestramento militare, ma nonostante questo il padre lo nominò Comandante generale delle truppe estensi, nel 1842. Francesco fu tenuto lontano dalla vita politica della Modena ducale.
Nel 1842 sposò la principessa Adelgonda di Baviera, figlia del re Ludovico I di Baviera e della moglie, la regina Teresa di Sassonia-Hildburghausen. Dal loro matrimonio nacque, il 19 ottobre 1848, solo una figlia, Anna Beatrice Teresa, morta il 9 luglio 1849 .

### Successione giacobita
Con l'abdicazione forzata di Giacomo II d'Inghilterra e Scozia nel 1688, nacque la Linea di successione giacobita, che deve il suo nome dal re Giacomo Stuart e che prevedeva la pretesa al trono britannico da parte degli Stuart. Dopo la morte del sovrano, si successero Giacomo Francesco Edoardo Stuart, figlio di Giacomo II e di Maria di Modena, figlia di Alfonso IV d'Este, Carlo Edoardo Stuart e Enrico Benedetto Stuart, arcivescovo cattolico. Quest'ultimo, nel suo testamento, stabilì che i diritti ai troni d'Inghilterra e di Scozia passassero a Carlo Emanuele IV di Savoia, in quanto suo parente più prossimo, e ai suoi discendenti. 
Con la morte di Carlo Emanuele e con quella di Vittorio Emanuele I, il titolo giacobino passò a Maria Beatrice di Savoia, duchessa di Modena . Francesco divenne pretendente al trono inglese e scozzese nel 1840, quando la madre morì. Morto nel 1875, il titolo passò alla nipote Maria Teresa Enrichetta, regina consorte di Baviera. Ad oggi il pretendente giacobino è Francesco Bonaventura di Baviera, capo della casa reale Witthelsbach.

### Duca di Modena e Reggio

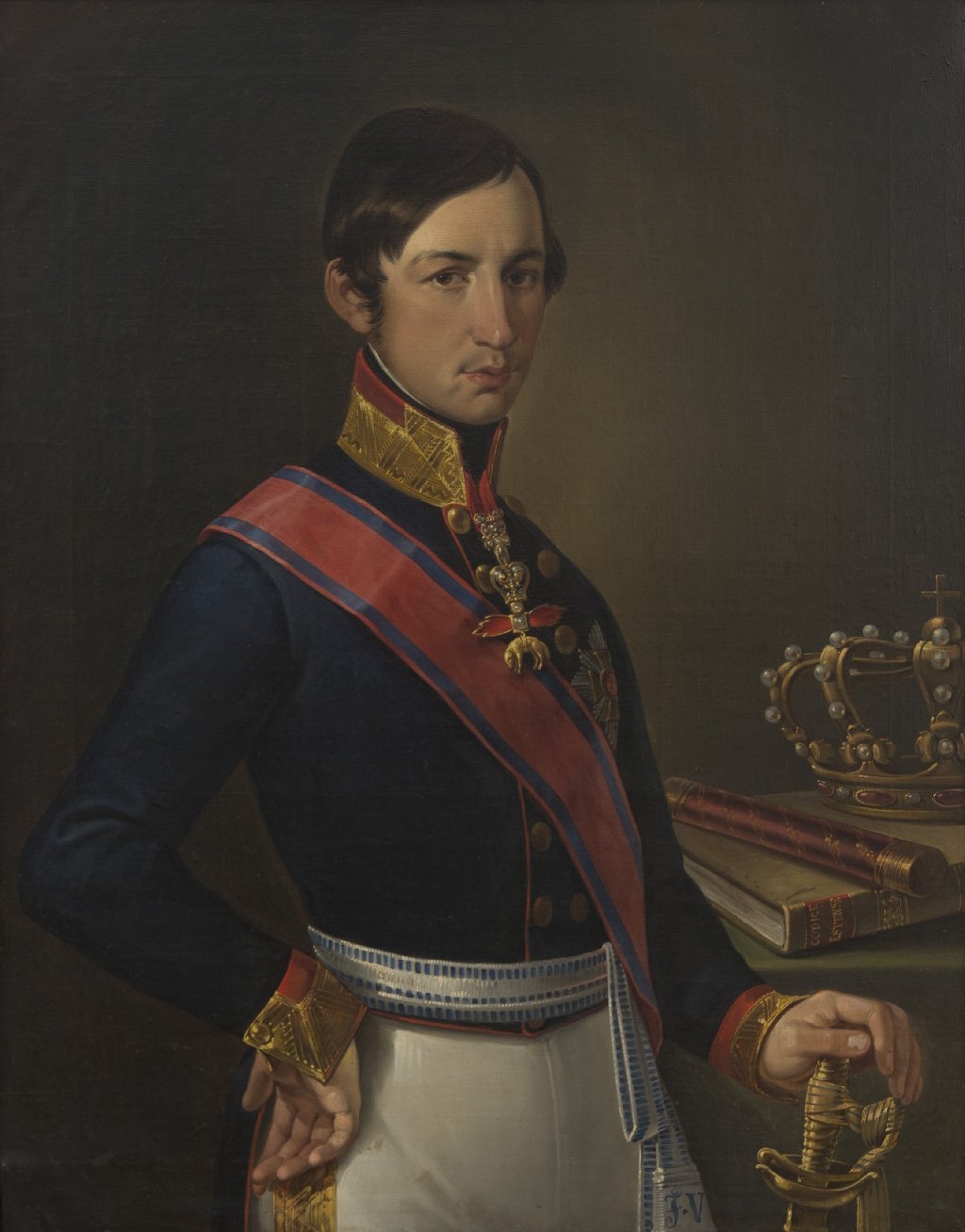
Francesco V d'Austria-Este.

Il 21 gennaio 1846 il duca Francesco IV morì e di conseguenza gli successe il figlio, con il nome di Francesco V d'Austria-Este. Durante i primi anni del suo regno, il Ducato si avvicinò alle pretese legittimiste sui troni di Francia e Spagna; nel 1846 la sorella maggiore Maria Teresa, sposò Enrico di Borbone, pretendente legittimista francese, mentre un anno dopo, la sorella minore Maria Beatrice, sposò Giovanni Carlo, duca di Madrid, pretendente carlista al trono spagnolo . 

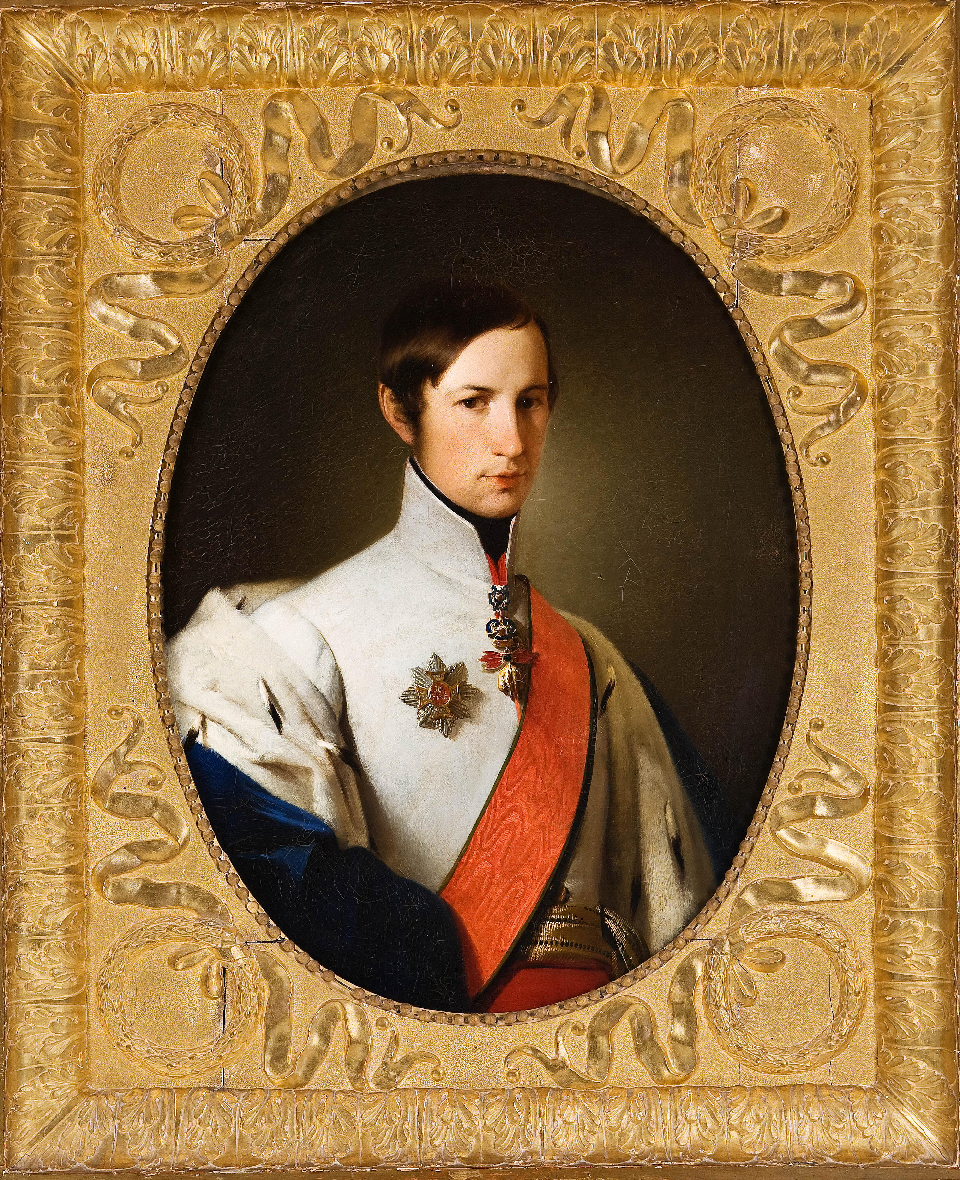
Francesco di Modena e Reggio.

Nel 1847 la duchessa Maria Luisa di Parma, seconda moglie di Napoleone Bonaparte, morì e di conseguenza si attuò il Trattato di Firenze, siglato nel 1844: questo prevedeva l'annessione da parte del Ducato di Modena e Reggio del vicariato granducale di Fivizzano in Lunigiana e dei territori ex lucchesi di Castiglione, Gallicano, Minucciano e Montignoso (con l'intero minuscolo lago di Porta, compresa anche la parte di pertinenza granducale situata nell'exclave di Pietrasanta). Prevedeva poi la rinuncia da parte del Ducato di Modena alle exclave granducali di Barga (con l'eccezione delle valli transpennine) e di Pietrasanta (meno la quota parte del Lago di Porta), la cui annessione era prevista dall'Atto finale del Congresso di Vienna. Le truppe modenesi, entrate a Fivizzano, dovettero subito sedare un principio d'insurrezione guidata da ex soldati toscani. Il tentativo di rivolta si concluse con un morto e qualche ferito tra le file degli ex soldati toscani, che tuttavia ottennero da Francesco V il permesso di restare a Fivizzano. Nel dicembre 1847 Francesco assunse il titolo di Duca di Guastalla .

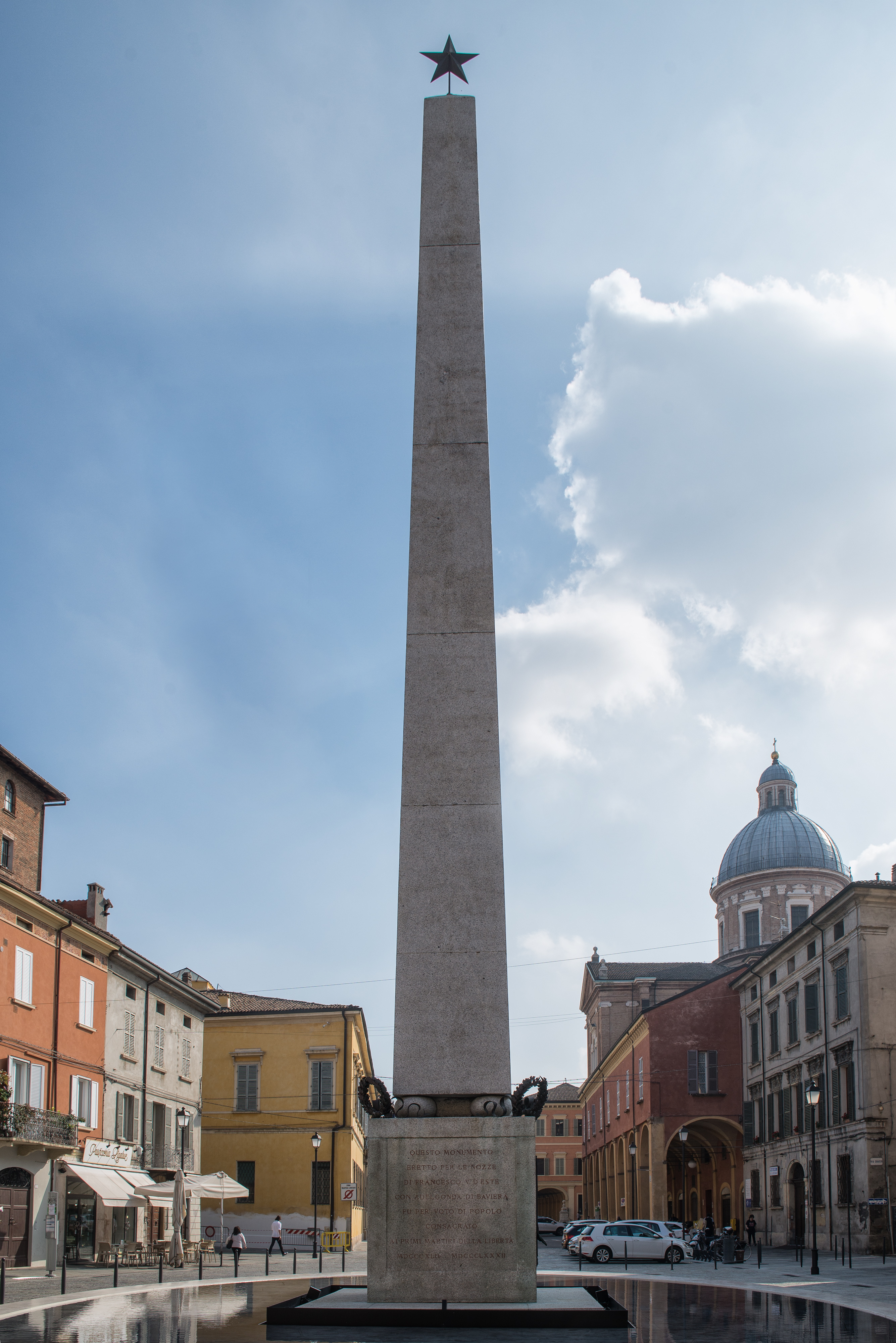
Obelisco a Reggio Emilia che commemora Francesco e Adelgonda.

Nel novembre Francesco V rifiutò l'invito dello Stato pontificio, del Granducato di Toscana e del Regno di Sardegna, ad aderire ad un possibile progetto di unione doganale, che però escludeva il Ducato di Parma ed il Lombardo-Veneto, marcando così un chiaro carattere antiaustriaco. Di conseguenza il Duca si mise in contatto con l'Austria per siglare un concordato commerciale: le trattative tra Francesco e l'Impero furono lunghe, non prive di qualche asperità, causate più da un personale orientamento ideologico che da veri e propri interessi economici. Da questa vicenda emerge il ritratto di un duca dignitoso, geloso della propria sovranità, conscio della potenza dell'Austria in confronto a quella di Modena, come scrive in una lettera al Forni del 3 agosto 1852: "Che siamo piccoli e che si tratta con un grosso". Alla stessa ottica intendeva rispondere la convenzione militare stipulata con l'Austria, alla fine del 1847, in cui si prevedeva il soggiorno e il mantenimento delle truppe imperiali nei Ducati di Parma e di Modena .

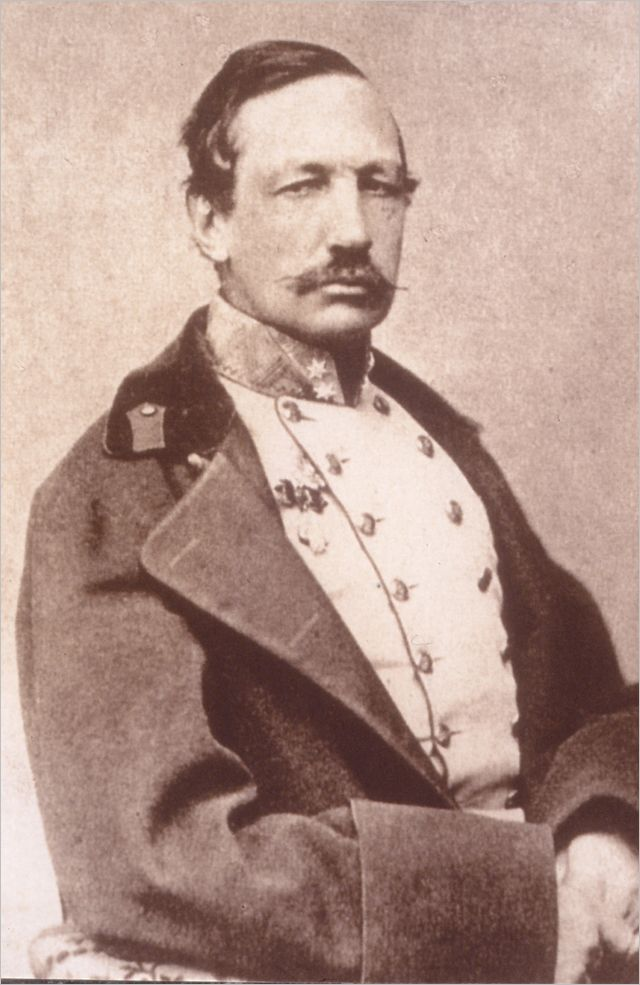
Il Duca Francesco V di Modena.

Tra il 1846 e il 1852, il Duca di Modena intraprese importanti decisioni sul piano economico, accentuando i lati moderni nonché paternalistici che già erano stati di suo padre. Un regolamento generale per la tutela e l'incremento del patrimonio boschivo, leggi che prevedevano l'esproprio motivato da pubblica utilità, il collegamento telegrafico del Ducato di Modena con il resto d'Europa, l'istituzione di un servizio postale e l'inizio dei lavori per la costruzione della ferrovia che avrebbe dovuto collegare Piacenza con Bologna e Pistoia. Nonostante le iniziative di innovazioni, nel 1848 scoppiarono anche a Modena, come in Europa ed in tutta l'Italia, alcuni moti rivoluzionari. Nel 1848, due anni dopo la sua ascesa al trono dovette fronteggiare le sollevazioni liberali e giovanili che, come nel resto d'Europa, si manifestarono anche a Modena con la richiesta di una costituzione liberale. In un primo momento pensò di rispondere con la repressione e fece piazzare i cannoni attorno al Palazzo ducale, ma quando giunse la notizia che un gruppo di volontari partito da Bologna stava dirigendosi verso Modena in aiuto agli insorti modenesi, dopo avere emanato un editto col quale si promettevano riforme e amnistie per i detenuti politici e per gli esuli, nominò una reggenza provvisoria del ducato e, con la moglie Aldegonda e lo zio arciduca Ferdinando, fuggì da Modena e si rifugiò a Bolzano. Motivò questa fuga con la volontà di evitare un inutile spargimento di sangue. 

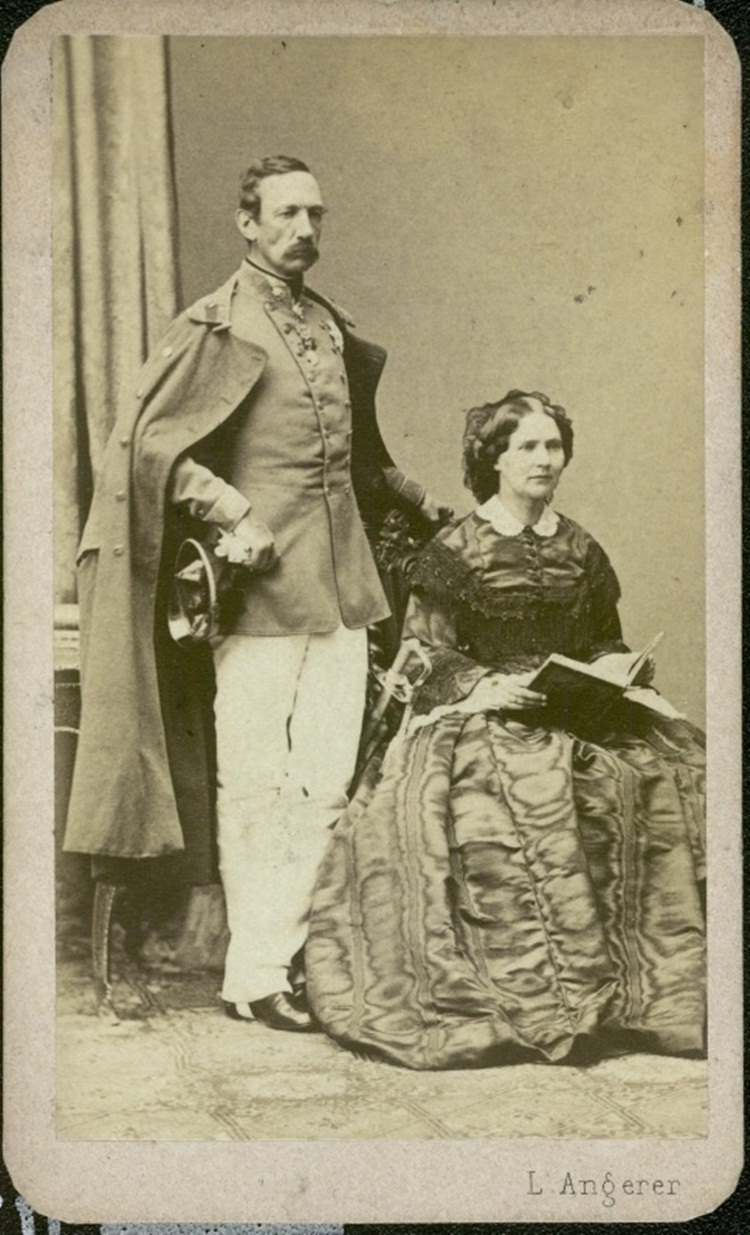
I Duchi Francesco e Adelgonda.

La Reggenza nominò un governo provvisorio presieduto da Giuseppe Malmusi che, trovandosi in difficoltà di fronte al persistere dei disordini, chiese aiuto a Carlo Alberto di Savoia, che inviò a Modena un contingente di soldati e un Commissario straordinario nella persona del conte Ludovico Sauli, ma le vicende della Prima guerra d'indipendenza italiana costrinsero i Sardi ad abbandonare Modena, che fu occupata dagli Austriaci. Francesco V ritornò pertanto nei territori di Modena e Reggio e riprese il governo del ducato con modalità più autoritarie di prima. Il duca, tuttavia, non si mostrò vendicativo: ai promotori della rivolta fu consentito di lasciare il Ducato. Il 16 novembre 1848 il duca riuscì a scampare ad un attentato nei pressi dell'osteria delle Tre Torri di Villafranca di Medolla, quando lo studente mazziniano Luigi Rizzati di Cavezzo cercò di sparargli un colpo di fucile, mancandolo. Per ringraziare dello scampato pericolo, Francesco V fece costruire un oratorio circolare, oggi conosciuto come Cappelletta del Duca  e condannò l'attentatore a dieci anni di carcere.
La linea politica portata avanti dal duca Francesco, negli anni 1848-1859, consistettero nel tutelare il proprio onore di sovrano assoluto. Tra l'aprile e il giugno 1859, il Duca vide il crollo degli stati italiani: Leopoldo II di Toscana e Roberto I di Parma furono costretti a lasciare i propri troni. La situazione si fece insostenibile anche a Modena, soprattutto dopo la sconfitta austriaca a Magenta . 

### Esilio

Caricatura che ritrae il Duca, sullo sfondo il Castello del Catajo, Padova.

L'11 giugno 1859 Francesco V abbandonò per la seconda volta la città in modo estremamente dignitoso, seguito dalle truppe che gli resteranno accanto sino al 24 settembre 1863 quando  a Cartigliano (Vicenza), nei pressi di Bassano del Grappa, il Duca le sciolse. Fu consegnata ad ognuno una medaglia di bronzo con l'effigie del duca e la scritta "FRANCISCUS V AUSTR. ATESTINUS DUX MUTINAE" e sul retro la scritta "FIDELITATIS ET CONSTANTIAE IN ADVERSIS". Il duca tenne l'ultimo discorso di elogio e ringraziamento per la fedeltà dimostratagli. Buona parte dei militari estensi passò definitivamente nell'Armata imperiale austriaca; i rimanenti furono congedati e rientrarono nel territorio dell'ex Ducato.

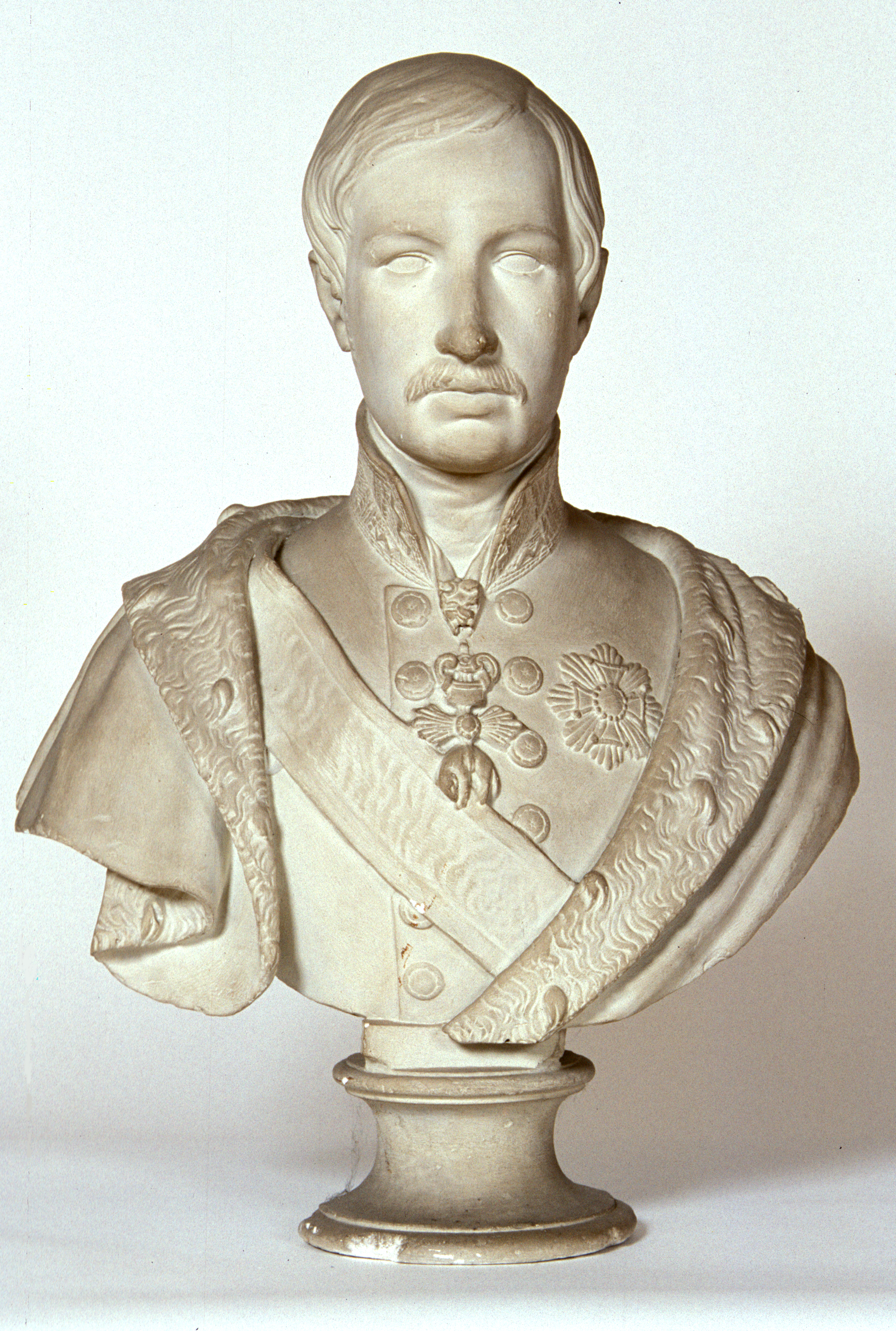
Busto di Francesco V, 1846. Artista modenese Giovanni Cappelli

Francesco ed Adelgonda vissero tra il Castello del Catajo, proprietà degli Austria-Este da Francesco IV, il Palazzo Modena a Vienna ed il Castello di Wildenwart, in Baviera. Francesco V d'Austria-Este morì il 20 novembre 1875 a Vienna privo di discendenza diretta. Nominò come suo erede l'Arciduca Francesco Ferdinando d'Austria, che in seguito assunse il cognome e i titoli d'Austria-Este. Il Duca venne sepolto nella Cripta Imperiale della Chiesa dei Cappuccini di Vienna. 
Tra il 1878 e il 1885 Teodoro Bayard de Volo (1815-1889), ex ambasciatore modenese a Vienna, pubblicò La vita di Francesco V Duca di Modena (1819-1875) che ebbe una discreta circolazione e smontò diversi attacchi rivolti all'ex capo di stato dai suoi nemici politici.

## Ascendenza
|                               |                               |                                        | Genitori                                      |  |  | Nonni |  |  | Bisnonni              |  |  | Trisnonni          |  |
|                               |                               |                                        |                                               |  |  |       |  |  | Francesco I di Lorena |  |  | Leopoldo di Lorena |  |
|                               |                               |                                        |                                               |  |  |       |  |  | Francesco I di Lorena |  |  | Leopoldo di Lorena |  |
|                               |                               | Elisabetta Carlotta di Borbone-Orléans |                                               |  |  |       |  |  | Francesco I di Lorena |  |  |                    |  |
| Ferdinando d'Asburgo-Lorena   |                               |                                        |                                               |  |  |       |  |  | Francesco I di Lorena |  |  |                    |  |
|                               |                               | Maria Teresa d'Austria                 | Carlo VI d'Asburgo                            |  |  |       |  |  |                       |  |  |                    |  |
|                               |                               | Maria Teresa d'Austria                 | Carlo VI d'Asburgo                            |  |  |       |  |  |                       |  |  |                    |  |
|                               |                               | Maria Teresa d'Austria                 | Elisabetta Cristina di Brunswick-Wolfenbüttel |  |  |       |  |  |                       |  |  |                    |  |
| Francesco IV d'Austria-Este   |                               | Maria Teresa d'Austria                 |                                               |  |  |       |  |  |                       |  |  |                    |  |
|                               |                               | Ercole III d'Este                      | Francesco III d'Este                          |  |  |       |  |  |                       |  |  |                    |  |
|                               |                               | Ercole III d'Este                      | Francesco III d'Este                          |  |  |       |  |  |                       |  |  |                    |  |
|                               |                               | Ercole III d'Este                      | Carlotta Aglaia di Borbone-Orléans            |  |  |       |  |  |                       |  |  |                    |  |
| Maria Beatrice d'Este         |                               | Ercole III d'Este                      |                                               |  |  |       |  |  |                       |  |  |                    |  |
|                               |                               | Maria Teresa Cybo-Malaspina            | Alderano I Cybo-Malaspina                     |  |  |       |  |  |                       |  |  |                    |  |
|                               |                               | Maria Teresa Cybo-Malaspina            | Alderano I Cybo-Malaspina                     |  |  |       |  |  |                       |  |  |                    |  |
|                               |                               | Maria Teresa Cybo-Malaspina            | Ricciarda Gonzaga di Novellara                |  |  |       |  |  |                       |  |  |                    |  |
| Francesco V d'Austria-Este    |                               | Maria Teresa Cybo-Malaspina            |                                               |  |  |       |  |  |                       |  |  |                    |  |
|                               | Vittorio Amedeo III di Savoia | Carlo Emanuele III di Savoia           |                                               |  |  |       |  |  |                       |  |  |                    |  |
|                               | Vittorio Amedeo III di Savoia | Carlo Emanuele III di Savoia           |                                               |  |  |       |  |  |                       |  |  |                    |  |
|                               | Vittorio Amedeo III di Savoia | Polissena Cristina d'Assia-Rotenburg   |                                               |  |  |       |  |  |                       |  |  |                    |  |
| Vittorio Emanuele I di Savoia | Vittorio Amedeo III di Savoia |                                        |                                               |  |  |       |  |  |                       |  |  |                    |  |
|                               |                               | Maria Antonietta di Borbone-Spagna     | Filippo V di Spagna                           |  |  |       |  |  |                       |  |  |                    |  |
|                               |                               | Maria Antonietta di Borbone-Spagna     | Filippo V di Spagna                           |  |  |       |  |  |                       |  |  |                    |  |
|                               |                               | Maria Antonietta di Borbone-Spagna     | Elisabetta Farnese                            |  |  |       |  |  |                       |  |  |                    |  |
| Maria Beatrice di Savoia      |                               | Maria Antonietta di Borbone-Spagna     |                                               |  |  |       |  |  |                       |  |  |                    |  |
|                               |                               | Ferdinando d'Asburgo-Lorena            | Francesco I di Lorena                         |  |  |       |  |  |                       |  |  |                    |  |
|                               |                               | Ferdinando d'Asburgo-Lorena            | Francesco I di Lorena                         |  |  |       |  |  |                       |  |  |                    |  |
|                               |                               | Ferdinando d'Asburgo-Lorena            | Maria Teresa d'Austria                        |  |  |       |  |  |                       |  |  |                    |  |
| Maria Teresa d'Austria-Este   |                               | Ferdinando d'Asburgo-Lorena            |                                               |  |  |       |  |  |                       |  |  |                    |  |
|                               |                               | Maria Beatrice d'Este                  | Ercole III d'Este                             |  |  |       |  |  |                       |  |  |                    |  |
|                               |                               | Maria Beatrice d'Este                  | Ercole III d'Este                             |  |  |       |  |  |                       |  |  |                    |  |
|                               |                               | Maria Beatrice d'Este                  | Maria Teresa Cybo-Malaspina                   |  |  |       |  |  |                       |  |  |                    |  |
|                               |                               | Maria Beatrice d'Este                  |                                               |  |  |       |  |  |                       |  |  |                    |  |

## Stemma

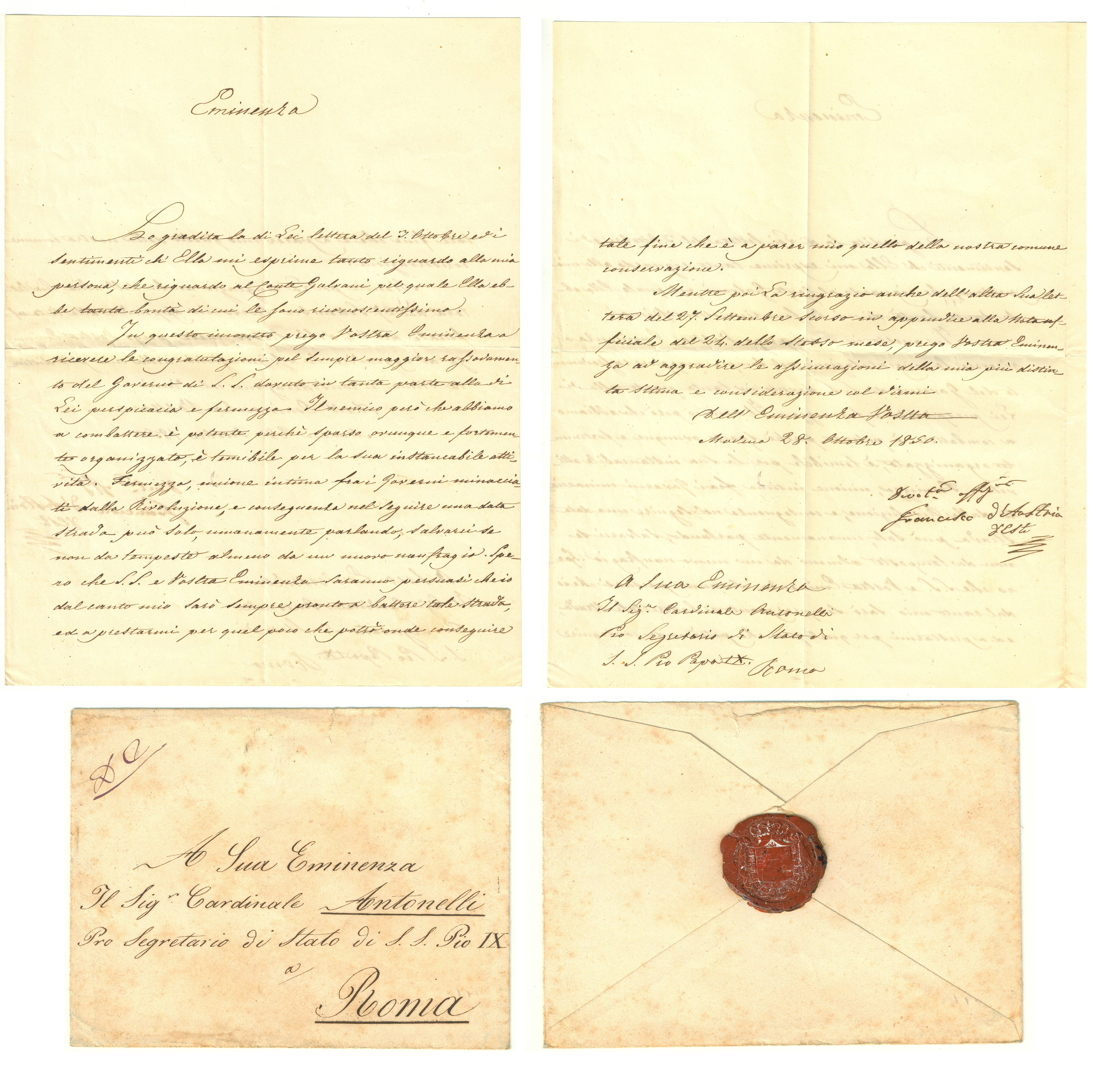
Lettera Autografa inviata dal Duca di Modena Francesco V d'Austria-Este il 28 ottobre 1850 al Segretario di Stato Pontificio Cardinale Antonelli, documento certificato COA-R n. 2516434/2023. Collezione privata Fabio Ferrari

| Image | Stemma |
| ----- | --- |
| \| \| | Francesco V d'Austria-Este Duca di Modena e Reggio, Arciduca d'Austria-Este, Cavaliere dell'Ordine del Toson d'oro |
|       | |